# Adele Capuzzo Dolcetta
Adele Capuzzo Dolcetta (Treviso, 12 luglio 1857 – Chieti, 5 gennaio 1905) è stata una matematica, educatrice e insegnante italiana.
Autrice di vari trattati scientifici di carattere divulgativo, fu tra le prime donne insegnanti di matematica nelle scuole superiori in Italia.

## Biografia
Nata il 12 luglio 1857 a Treviso, conseguì la patente di maestra di grado superiore alla locale scuola magistrale nel 1874 e l'abilitazione dell'insegnamento della calligrafia nelle scuole tecniche. In quello stesso anno iniziò la professione di insegnante come maestra della scuola comunale di Oderzo. Nel 1876 conseguì a Torino l'abilitazione all'insegnamento della ginnastica e fu trasferita a insegnare alla scuola magistrale di Campobasso, dove le venne data anche la cattedra di matematica e computisteria. Nel 1880 ottenne la patente di maestra di disegno all'Accademia di belle arti di Venezia e sempre nella città lagunare ricevette nel 1881 l'abilitazione alla docenza della computisteria.
Nel dicembre 1881 ricevette all'Università di Napoli il titolo di «professora di matematica» nei ginnasi e nelle scuole normali. Diresse il corso autunnale di ginnastica per le maestre di Isernia nel 1882 e quello di Campobasso nel 1883. Nel novembre dello stesso anno, ottenne l'abilitazione all'insegnamento delle scienze fisiche e naturali all'Università di Padova.
Capuzzo fu autrice di numerosi saggi scientifici di carattere divulgativo pubblicati sui periodici Rivista di Matematica elementare, Piccolo Pitagora e L'avvenire degli educatori, oltre che di vari manuali di matematica. Dal maggio 1881 fu socia corrispondente dell'Accademia Pittagorica e tra il 1898 e il 1901 si iscrisse all'associazione Mathesis.
Nella sua lunga carriera di insegnante, fu titolare di matematica e scienze nelle scuole normali magistrali di Mistretta (dal dicembre 1883), Monteleone (1885-1888), Chieti (1888-1895), Padova (1895-1897) e Aosta (1897). Nel 1897 divenne titolare di matematica e direttrice della scuola normale magistrale Teresa Ciamagnini Fabbroni di Grosseto, dove fu consigliera del patronato scolastico e membro della commissione provinciale per il riordino delle scuole elementari pubbliche. Dal 17 al 22 agosto 1901 prese parte al secondo Congresso nazionale dei professori di matematica delle scuole secondarie, tenutosi a Livorno.
Nel 1904 fu nuovamente destinata a Chieti, dove morì il 5 gennaio 1905.

## Opere (parziale)
- Soluzionario dei problemi d'aritmetica e geometria: contenuti nella nuova raccolta ad uso degli insegnanti delle classi elementari e dei corsi preparatori alle scuole normali, Torino, Paravia, 1885
- L'insegnamento dell'aritmetica nelle scuole elementari e normali, Chieti, C. Marchionne, 1888
- Soluzione grafica d'un sistema di due equazioni di 1º grado a due incognite, Treviso, Longo, 1889